# François Duprat
François Duprat (Ajaccio, 26 de octubre de 1940 – Saint-Wandrille-Rançon, 18 de marzo de 1978) fue un profesor, ensayista y político francés, miembro fundador del Frente Nacional, asesinado en 1978. Fue uno de los introductores en Francia del negacionismo del Holocausto.

## Biografía
François Duprat nació el 26 de octubre de 1940, en Ajaccio (Córcega), y fue educado en Bayona y más tarde en el Liceo Louis-le-Grand de París.  Se graduó en historia por la Sorbonne, en 1963.  Próximo al comunismo en sus años adolescentes, François Duprat viró hacia la extrema derecha y se convirtió en miembro de Jeune Nation y de la Federación de Estudiantes Nacionalistas (FEN).  Opuesto a la independencia argelina durante la Guerra de independencia (1954–62), años después Duprat apoyaría a los estados árabes, siguiendo sus criterios antisionistas. Tras los Acuerdos de Évian de 1962, viajó a Katanga, apoyando la secesión llevada por Moïse Tshombé y se convirtió en director de propaganda en Radio-Katanga.
Después, regresó a Francia, donde se convertiría en miembro de Occident, desde donde participó en peleas callejeras contra maoístas y otros estudiantes de izquierdas. Sin embargo, fue expulsado de Occident en 1967, acusado de ser un informante policial.  Entonces Duprat se incorporó a Ordre Nouveau, donde se convertiría en editor de Action Européenne y de la Revue d'histoire du fascisme, desde donde empezó a introducir las tesis del negacionismo del Holocausto en Francia.
En 1972, François Duprat cofundó el Frente Nacional (FN) encabezado por Jean-Marie Le Pen, y formó parte de su dirección política hasta su asesinato en 1978. Representó la línea dura del partido, y dirigió los llamados Groupes nationalistes révolutionnaires, junto a Alain Renault .

### Escritos revisionistas
François Duprat veía la historia como un arma política, tal y como escribió en 1976:
No debemos dejar a nuestros oponentes, marxistas y partidarios del régimen, el monopolio de la representación histórica de hombres, hechos e ideas. Porque la historia es un instrumento de guerra maravilloso, y sería inútil negar que una de las razones más importantes de nuestros trances políticos residen en la explotación histórica y la deformación sistemática de las experiencias nacionalistas del pasado... Es con el objetivo de responder a estas necesidades... que un equipo de intelectuales, profesores y nacionalistas hemos creado la Revue d'histoire du fascisme . 
Duprat escribió un libro sobre los movimientos de ultraderecha en Francia desde 1940 a 1944, durante el régimen colaboracionista de Vichy. También creó varias revistas políticas, como Cahiers d'histoire du fascisme o Cahiers Européens-Notre Europe, donde difundía escritos negacionistas o exaltaba el Tercer Reich.

### Muerte
Duprat fue asesinado el 18 de marzo de 1978 con una coche-bomba. Su esposa Jeanine también resultó herida en el ataque. Duprat estaba terminando un libro titulado Argent et politique (Dinero y política), en el que profundizaba sobre la financiación de las organizaciones de derecha y de ultraderecha. Hay muchas teorías sobre el asesinato, pero el historiador Michel Winock cree que los autores del crimen y sus motivos nunca han sido identificados y que la investigación policial quedó inconclusa. 
Un comando autodenominado "Conmemoración judía" o un tal "Grupo Revolucionario judío" reivindicaron el atentado, pero los autores del crimen nunca fueron hallados. Por su parte, Jean Pierre-Bloch, presidente de la organización antirracista LICRA, condenó el asesinato.
En el libro Génération Occident: de l'extrême droite à la droite, Frédéric Charpier alegó que el asesinato podría haber sido encargado por una organización de ultraderecha rival. Recordó que Duprat había sido excluido en 1967 de Occident alegando que era un informante policial. Según Roger Faligot y Pascal Krop, Duprat fue asesinado por sus nexos con el gobierno de Siria. 
Poco antes del asesinato, Patrice Chairoff había publicado nombres y direcciones de editoriales vinculadas a Duprat; una de las direcciones resultó ser su residencia privada.  Varias personalidades de la derecha nacionalista francesa y de la derecha monárquica francesa asistieron a su funeral en la iglesia de Sant-Nicolas-du-Chardonnet.  

## Legado
Le National le hizo un homenaje en 1978, identificándolo como uno de los líderes franceses de la escuela revisionista, quien había introducido en Francia el libro polémico de Richard Harwood, miembro del Frente Nacional británico y autor del panfleto negacionista Did Six Million Really Die? 
Durante años el político Jean-Marie Le Pen mostró sus respetos en la tumba de Dupratal en el Cementerio de Montmartre . En el 30 aniversario de su muerte, Le Pen le recordó como un "mártir de la causa de libertad de pensamiento", como "un luchador", y "un político de pies a cabeza". 